# Vol SAM Colombia 601
Le vol 601 de SAM Colombia, un vol commercial assuré par un Lockheed L-188 Electra, a été détourné le 30 mai 1973 alors qu'il devait relier l'aéroport international Alfonso-Bonilla-Aragón de Cali à l'aéroport international José-María-Córdova de Medellín, avec une escale prévue à l'aéroport international Matecaña à Pereira, en Colombie. Cet événement est considéré comme l'un des détournements d'avion les plus longs de l'histoire de l'aviation commerciale. À bord, se trouvaient 84 passagers ainsi qu'au moins quatre membres d'équipage.

## Déroulé du détournement
Le détournement a commencé après l'escale de l'avion à Pereira, perpétré par deux anciens footballeurs paraguayens qui ont initialement revendiqué leur affiliation à l'Armée de libération nationale (ELN). Armés et présentant des revendications diverses, ils ont d'abord cherché à négocier avec le gouvernement colombien la libération de tous les passagers et de l'équipage en échange d'une rançon substantielle et de la libération de certains membres de l'ELN, exprimant le désir de fuir à Cuba.
Cependant, le gouvernement a douté de leur appartenance à l'ELN, refusant toute négociation directe avec les pirates de l'air. Les pirates de l’air ont donc décidé de négocier avec la compagnie aérienne.
Après avoir forcé l'avion à atterrir à l'aéroport international Queen Beatrix d'Aruba, où ils ont libéré certains passagers mais n'ont pas réussi à obtenir d'argent, ils ont demandé au pilote de se diriger vers l'aéroport international Jorge Chávez de Lima, au Pérou. Un problème technique a forcé un retour à Aruba, au cours duquel certains passagers ont pu s'échapper grâce à l'inattention des pirates de l'air.
Finalement, ils atteignirent Lima, où ils négocièrent du carburant et de nouveaux pilotes. Les pirates de l'air décidèrent alors de faire escale dans plusieurs villes d'Amérique du Sud : Guayaquil, Mendoza, Buenos Aires, Resistencia, et enfin Asuncion, au Paraguay, où le détournement prit fin après plus de 60 heures.

## Motivations des pirates de l'air et fuite
Les pirates de l'air, Eusebio Borja et Francisco « Toro » Solano López, ont avoué à l'équipage que leur seule motivation était financière. Au fur et à mesure que le détournement progressait, ils cherchaient à devenir célèbres et à établir un record de durée. Borja a débarqué à l'aéroport international de Resistencia et a échappé à une arrestation : il n'a pas été revu depuis.
Solano López a été arrêté à l'aéroport international Silvio Pettirossi par la police paraguayenne puis extradé vers la Colombie. Les deux hommes avaient vécu en Colombie et avaient tenté d'obtenir des contrats de jeu avec des clubs de football locaux, mais sans succès.

## Culture populaire
En 2024, Netflix publie une série dramatique intitulée Secuestro del vuelo 601 ( Le Détournement du vol 601 ), une production colombienne inspirée des événements. La série est basée sur un livre de l'écrivain italien Massimo Di Ricco intitulé Los condenados del aire.